# Murazzano
Murazzano es una localidad y comune italiana de la provincia de Cuneo, región de Piamonte, con 845 habitantes.

## Evolución demográfica
| Gráfica de evolución demográfica de Murazzano entre 1861 y 2001 |
|                                                                 |
| Fuente ISTAT - elaboración gráfica de Wikipedia                 |